# Ballerina (Rose)
Die Moschus-Rose Ballerina wurde von Bentall (GB) 1937 eingeführt. Sie ist eine moderne Strauchrose mit Wildrosencharakter. Als Rosa-Moschata-Hybride ist sie dauerblühend; ihre duftenden, einfachen rosa Blüten mit hellem Auge sind klein und stehen in üppigen Büscheln zusammen. Sie hat hellgrünes Laub und ist pflegeleicht – daher sehr beliebt in Gärten und öffentlichen Anlagen.
Ihre Triebe haben fast keine Stacheln. 'Ballerina' ist eine elegante Erscheinung, wird 1 m hoch und lässt sich gut mit der Clematis 'Pink Fantasy' kombinieren.